# 舞鶴工業高等專門學校
舞鶴工業高等專門學校（National Institute of Technology, Maizuru College），是位于日本京都府舞鶴市的一所高等专科学校。日本國立高等專門學校之一，成立於1965年。

## 簡介
本校是京都府唯一的高等専門学校，此外，滋賀縣因為沒有高等專門學校，近幾年許多潛在的學生來自滋賀縣。為學生提供中學教育之後的五年教育。校風是相對自由的，它不指定學校制服。設有4個部門，分為機械工學科、電氣情報工學科、電子制御工學科、建設系統工學科。2000年設置專攻科（學士課程），2015年，2個專攻制包括電氣控制系統工程和建設生產系統工程更改成一個主要專攻為總合系統工學專攻分為三個學程

## 教育組織

### 本科（副學士課程）
- 機械工学科
- 電氣情報工学科
- 電子制御工学科
- 建設系統工学科

### 專攻科 （學士課程）
- 總合系統工學專攻
  - 電氣電子課程
  - 機械制御課程
  - 建設工学課程[3]

## 外部連結
- 舞鶴工業高等專門學校 （页面存档备份，存于）35°29′49.22″N 135°26′23.09″E / 35.4970056°N 135.4397472°E